# 지지 라이스
지지 라이스(Gigi Rice, 1965년 3월 13일 ~ )는 미국의 배우이다.
콜럼버스에서 태어났다.

## 영화
- 세이프라이트 (2015년) - 릴리안 역
- 모스틀리 고스틀리: 해브 유 멧 마이 굴프렌드? (2014년) - 해리엇 역
- 애슐리즈 애쉬스 (2010년) - 샌디 역
- 크로싱 오버 (2009년) - 후커 역
- 더 맨 (2005년) - 수잔 역
- 록스베리 나이트 (1998년) - 비비카 역
- 데들리 웹 (1996년) - 테리 역
- 하늘이 준 선물 (1994년)
- 단판 승부 (1993년) - 블랑슈 역
- 어둠 속의 호놀룰루 (1990, Revealing Evidence: Stalking the Honolulu Strangler) - 비티 역